# Slovenien i Eurovision Song Contest 2013
Slovenien deltog i Eurovision Song Contest 2013 i Malmö i Sverige. De representeras av Hannah Mancini med låten "Straight Into Love".

## Uttagning
Den 15 december 2012 bekräftade RTVSLO sitt deltagande i tävlingen år 2013. Den 23 januari 2013 meddelade RTVSLO att man skulle välja både artist och sång genom ett internt val. Man höll därmed inte sin traditionella nationella uttagning EMA, detta av finansiella skäl. En speciell kommitté som utsågs fick i uppgift att presentera landets bidrag den 15 februari. Den 1 februari meddelade RTVSLO att man internt hade valt ut sångerskan Hannah Mancini till att representera landet. Samtidigt meddelades det att bidraget skulle presenteras den 14 februari istället under en presskonferens vid RTVSLO studios. ESC-bidraget presenterades som låten "Straight Into Love".

## Vid Eurovision

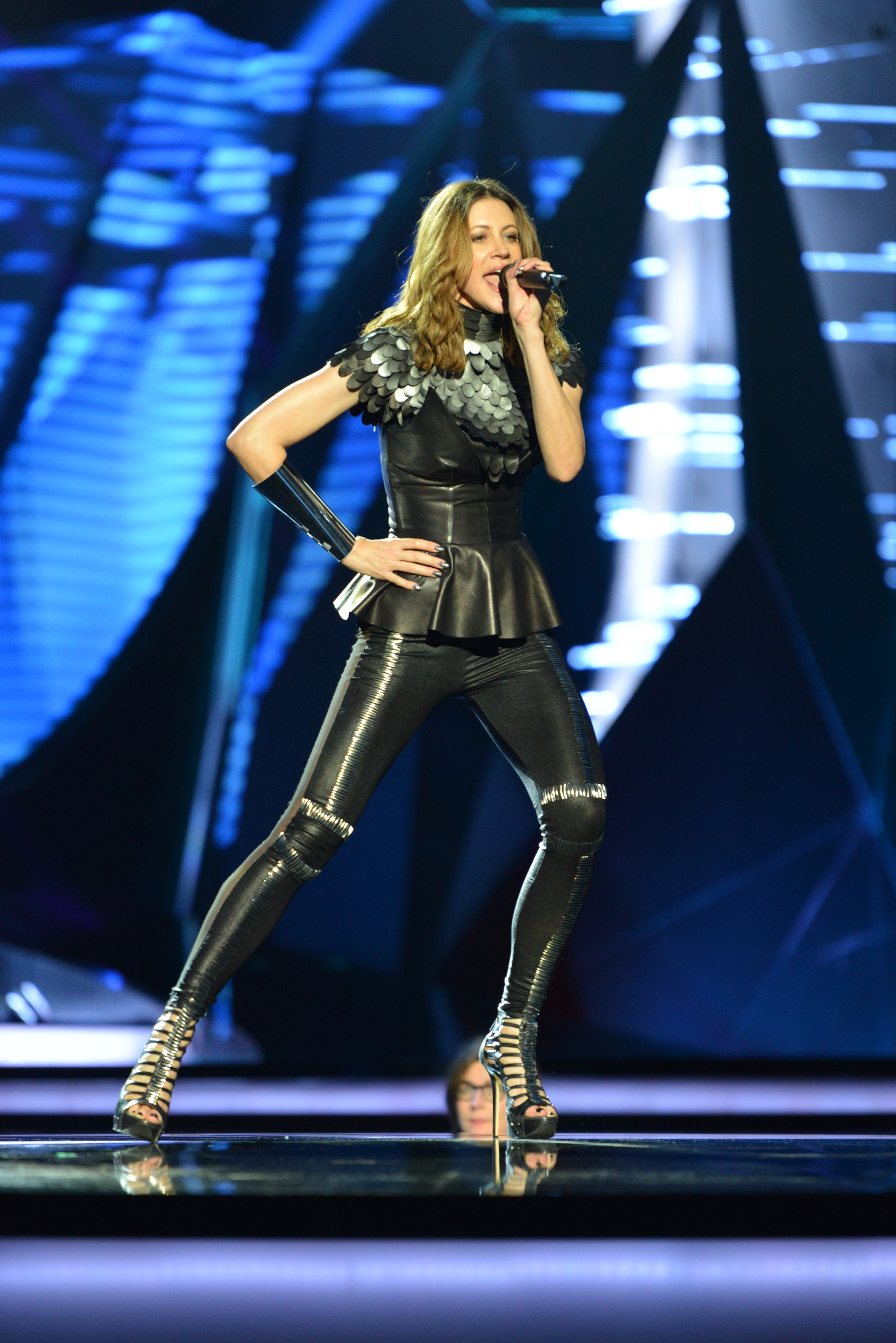
Hannah Mancini framför Straight Into Love under genrepet inför ESC.

Slovenien framförde sitt bidrag i den första halvan av den första semifinalen den 14 maj 2013 i Malmö Arena men gick inte vidare till final. När resultaten i semifinalen kom ut så kom Slovenien sist i semifinalen med 6 poäng.